# Wiktor Hwosd
Wiktor Iwanowytsch Hwosd (* 24. Mai 1959 Oblast Ternopil, Ukrainische SSR; † 28. Mai 2021 in Dahab, Ägypten) war ein ukrainischer Generalleutnant, Diplomat und bis 2017 Leiter des ukrainischen Auslandsgeheimdienstes Sluschba sownischnjoji roswidky Ukrajiny.
Hwosd war von 1996 bis 1999 als Verteidigungsattaché an der Botschaft der Ukraine in Kroatien und Bosnien und Herzegowina.
Von 2000 bis 2003 war er Vertreter des Verteidigungsministeriums der Ukraine bei der Ständigen Mission der Ukraine bei den Vereinten Nationen in New York und Mitglied der ukrainischen Delegation im Sicherheitsrat der Vereinten Nationen.
Ab dem 24. Februar 2014 war er der Beauftragte des ukrainischen Parlaments zur Überwachung der Aktivitäten der Nachrichtendienste in der Ukraine und ab dem 27. Februar 2014 Leiter des ukrainischen Auslandsgeheimdienstes sowie ab dem 15. Dezember 2014 Mitglied des Nationalen Sicherheitsrates der Ukraine.
Er war Verdienter Jurist der Ukraine und Träger des ukrainischen Verdienstordens dritter Klasse.
Hwosd sprach, neben Ukrainisch und Russisch, fließend Englisch, Kroatisch, Serbisch und Chinesisch, war verheiratet und hatte zwei Kinder.
Er starb am 28. Mai 2021 im Alter von 62 Jahren bei einem Tauchunfall im Roten Meer.